# Port lotniczy Chania
Port lotniczy Chania (IATA: CHQ, ICAO: LGSA) im. Daskalogiannisa – międzynarodowy port lotniczy położony 14 km na wschód od Chanii, na Krecie, w Grecji. Operatorem zarządzającym portem jest niemiecka spółka Fraport.

## Linie lotnicze i połączenia
| Linia lotnicza               | Kierunek |
| ---------------------------- | --- |
| Aegean Airlines              | 1. Ateny 2. Saloniki (od 29 października 2023) Sezonowo: 1. Tel Awiw |
| Air Serbia                   | Sezonowo: 1. Belgrad |
| Animawings                   | Sezonowo: 1. Bukareszt |
| Austrian Airlines            | Sezonowo: 1. Wiedeń |
| British Airways              | Sezonowo: 1. Londyn-Heathrow |
| Brussels Airlines            | Sezonowo: 1. Bruksela |
| Condor                       | Sezonowo: 1. Düsseldorf 2. Frankfurt 3. Lipsk 4. Monachium |
| EasyJet                      | Sezonowo: 1. Berlin 2. Bristol 3. Glasgow 4. Londyn-Gatwick 5. Londyn-Luton 6. Lyon 7. Manchester 8. Mediolan-Malpensa 9. Nicea |
| Edelweiss Air                | Sezonowo: 1. Zurych |
| Eurowings                    | Sezonowo: 1. Düsseldorf 2. Graz 3. Hamburg 4. Stuttgart |
| Eurowings Discover           | Sezonowo: 1. Frankfurt 2. Monachium |
| Finnair                      | Sezonowo: 1. Helsinki |
| Icelandair                   | Sezonowo: 1. Reykjavík-Keflavík |
| Israir Airlines              | Sezonowo: 1. Tel Awiw |
| Jet2.com                     | Sezonowo: 1. Birmingham 2. Bristol 3. Leeds/Bradford 4. Londyn-Stansted 5. Manchester 6. Newcastle (od 2 maja 2024) |
| Lufthansa                    | Sezonowo: 1. Frankfurt |
| Luxair                       | Sezonowo: 1. Luksemburg |
| Marabu                       | Sezonowo: 1. Hamburg 2. Monachium |
| Norwegian Air Shuttle        | Sezonowo: 1. Bergen 2. Kopenhaga 3. Helsinki 4. Oslo-Gardermoen 5. Sztokholm-Arlanda |
| Olympic Air                  | 1. Saloniki (do 28 października 2023) |
| Ryanair                      | 1. Pafos 2. Saloniki Sezonowo: 1. Ateny 2. Bari 3. Mediolan-Bergamo 4. Berlin 5. Bolonia 6. Brema 7. Bukareszt 8. Budapeszt 9. Bruksela-Charleroi 10. Dublin 11. East Midlands 12. Gdańsk 13. Frankfurt-Hahn 14. Kraków 15. Leeds/Bradford 16. Londyn-Stansted 17. Malta 18. Manchester 19. Marsylia 20. Memmingen 21. Neapol 22. Newcastle 23. Norymberga 24. Piza 25. Poznań 26. Rzym-Fiumicino 27. Sofia 28. Sztokholm-Arlanda 29. Tel Awiw 30. Treviso 31. Warszawa-Modlin 32. Wiedeń 33. Weeze 34. Wrocław |
| Scandinavian Airlines System | Sezonowo: 1. Kopenhaga 2. Oslo-Gardermoen 3. Sztokholm-Arlanda Sezonowe czartery: 1. Aalborg 2. Bergen 3. Bodø 4. Haugesund 5. Kristiansand 6. Göteborg 7. Stavanger 8. Tromsø 9. Trondheim 10. Ålesund 11. Molde 12. Harstad/Narwik |
| Sky Express                  | 1. Ateny Sezonowe czartery: 1. Brno (od 8 czerwca 2025) |
| Smartwings                   | Sezonowo: 1. Praga Sezonowe czartery: 1. Debreczyn |
| Sunclass Airlines            | Sezonowe czartery: 1. Billund 2. Kopenhaga 3. Göteborg 4. Helsinki 5. Malmö 6. Oslo-Gardermoen 7. Stavanger 8. Sztokholm-Arlanda 9. Trondheim |
| Transavia.com                | Sezonowo: 1. Amsterdam 2. Paryż-Orly |
| TUI Airways                  | Sezonowo: 1. Birmingham 2. Londyn-Gatwick 3. Manchester |
| TUI fly Belgium              | Sezonowo: 1. Bruksela 2. Ostenda |
| TUI fly Netherlands          | Sezonowo: 1. Amsterdam |
| TUI fly Nordic               | Sezonowe czartery: 1. Kopenhaga 2. Göteborg 3. Norrköping 4. Oslo-Gardermoen 5. Sztokholm-Arlanda |
| Tus Airways                  | Sezonowo: 1. Larnaka |
| Wizz Air                     | Sezonowo: 1. Budapeszt 2. Kluż-Napoka 3. Tirana (od 25 marca 2024) 4. Warszawa-Okęcie 5. Wiedeń |